# بشیر بن سعید
بشیر بن سعید (عربی: بشير بن سعيد؛ زادهٔ ۲۹ نوامبر ۱۹۹۴) بازیکن فوتبال اهل تونس است.
وی همچنین در تیم ملی فوتبال تونس بازی کرده‌است.